# Cratere Radmila
Radmila  è un cratere sulla superficie di Venere.